# Columnas de Gediminas
Las columnas de Gediminas (en lituano: Gediminaičių stulpai, tdl. ‘pilares de los Gedimínidas’; en bielorruso: Калюмны, romanizado: Kaliumny, tdl. ‘Columnas’) constituyen uno de los más antiguos símbolos de Lituania, así como un escudo de armas histórico. Se utilizaban en el Gran Ducado de Lituania, al principio como emblema personal de un soberano real, un símbolo estatal, y posteriormente como elemento de la heráldica de la aristocracia lituana.
Algunos historiadores bielorrusos sostienen que las Columnas derivan del símbolo de los ruríkidas, el tridente.